# Ryan (Arkansas)
Ryan es un área no incorporada ubicada en el condado de Lonoke en el estado estadounidense de Arkansas.

## Geografía
Ryan se encuentra ubicada en las coordenadas 34°32′37″N 91°49′40″O / 34.54361, -91.82778.